# Angélica Souza
Angélica Souza (Montevideo, 1979. február 11. –) uruguayi női válogatott labdarúgó.

## Pályafutása
Karrierje során 115 gólt szerzett a Primera Divisiónban és Montevideo több csapatában is szerepelt, melyek közül a Rampla Juniors együttesével bajnoki és gólkirálynői címet is abszolvált.

### A válogatottban
A 2006-os Copa Américán négy találatával járult hozzá hazája bronzérméhez.

## Sikerei

### Klubcsapatokban
Uruguayi bajnok (1):
- Rampla Juniors (1): 2005

### A válogatottban
Uruguay
- Copa América bronzérmes (1): 2006

### Egyéni
Uruguayi gólkirálynő (1): 2004 (19 gól)

## Statisztikái

### A válogatottban
2006. november 26-al bezárólag
| Válogatott | Szezon   | Mérk. | Gól |
| ---------- | -------- | ----- | --- |
| Uruguay    |          |       |     |
| 2003       | 2        | 0     |     |
| 2006       | 6        | 4     |     |
| Összesen   | Összesen | 8     | 4   |

| Uruguay színeiben szerzett góljai | Uruguay színeiben szerzett góljai | Uruguay színeiben szerzett góljai                    | Uruguay színeiben szerzett góljai | Uruguay színeiben szerzett góljai | Uruguay színeiben szerzett góljai | Uruguay színeiben szerzett góljai |
| --------------------------------- | --------------------------------- | ---------------------------------------------------- | --------------------------------- | --------------------------------- | --------------------------------- | --------------------------------- |
|                                   |                                   |                                                      |                                   |                                   |                                   |                                   |
| Gól                               | Dátum                             | Helyszín                                             | Ellenfél                          | Találat                           | Eredmény                          | Esemény                           |
| 1.                                | 2006. november 10.                | José María Minella Stadion, Mar del Plata, Argentína | Argentína                         | 1–1                               | 1–2                               | 2006-os Copa América              |
| 2.                                | 2006. november 26.                | José María Minella Stadion, Mar del Plata, Argentína | Paraguay                          | 1–1                               | 3–2                               | 2006-os Copa América              |
| 3.                                | 2006. november 26.                | José María Minella Stadion, Mar del Plata, Argentína | Paraguay                          | 2–2                               | 3–2                               | 2006-os Copa América              |
| 4.                                | 2006. november 26.                | José María Minella Stadion, Mar del Plata, Argentína | Paraguay                          | 3–0                               | 3–2                               | 2006-os Copa América              |